# Jacqueline Wong
Jacqueline Wong (黃心穎 en chinois), née le 23 janvier 1989 à New York aux États-Unis, est une actrice canadienne originaire de Hong Kong. Elle s'est classée deuxième à Miss Hong Kong en 2012 et s'est placée parmi le top 12 des talents à Miss Monde 2013.